# Fredrik Bergvik
Fredrik Bergvik, född 14 februari 1995 i Stockholm, är en svensk professionell ishockeymålvakt som spelar för Södertälje SK i Hockeyallsvenskan. Hans moderklubb är Huddinge IK.